# Jenny Moix Queraltó
Jenny Moix Queraltó (Sabadell, 1963) és una psicòloga catalana.
Psicòloga en l'àmbit de la salut, va doctorar-se l'any 1991 amb la tesi: Influencia de la evaluación cognitiva y las estrategias de afrontamiento en la ansiedad: su valoración en pacientes quirúrgicos, dirigida pel catedràtic Ramon Bayés.
Treballa com a professora titular a la Universitat Autònoma de Barcelona (UAB), on forma part del grup de recerca en estrès i salut (GIES). Ha publicat prop d'un centenar d'articles en revistes científiques especialitzades. Va col·laborar a El País Semanal, durant deu anys. Actualment col·labora en diversos mitjans de comunicació, entre els quals destaquen Catalunya Ràdio. Ha estat entrevistada en diversos mitjans de comunicació.

## Obres publicades:[12]
- Cara a cara con tu dolor. Ediciones Paidós, 2006.
- Manual del dolor. Ediciones Paidós, 2009.
- Felicidad flexible. Atrevéte a romper tus propios esquemas. Aguilar, 2011.[13]
- Mi mente sin mí. Lo único que falta en tu vida eres tú. Aguilar, 2018.
- La Cueva del Mono. Las siete piedras de la sabiduría. Plataforma, 2022